# Victim of Love
Victim of Love – trzynasty studyjny album brytyjskiego piosenkarza i kompozytora Eltona Johna, wydany 19 października 1979. Album nagrywany był w studio nagraniowym Musicland w Monachium i Rusk Sound Studios w Hollywood.

## Lista utworów
1. "Johnny B. Goode" (Chuck Berry) – 8:06
2. "Warm Love in a Cold World" (Pete Bellotte/Stefan Wisnet/Gunther Moll) – 3:22 (w innych wydaniach 4:30)
3. "Born Bad" (Bellotte/Geoff Bastow) – 6:20 (w innych wydaniach 5:16)
4. "Thunder in the Night" (Bellotte/Michael Hofmann) – 4:40
5. "Spotlight" (Bellotte/Wisnet/Moll) – 4:24
6. "Street Boogie" (Bellotte/Wisnet/Moll) – 3:56
7. "Victim of Love" (Bellotte/Sylvester Levay/Jerry Rix) – 5:02 (w innych wydaniach 4:52)